# Yamashita Kazuya
Kazuya Yamashita (sinh ngày 2 tháng 4 năm 1979) là một cầu thủ bóng đá người Nhật Bản.

## Sự nghiệp câu lạc bộ
Kazuya Yamashita đã từng chơi cho Sanfrecce Hiroshima.